# Cytrynówka

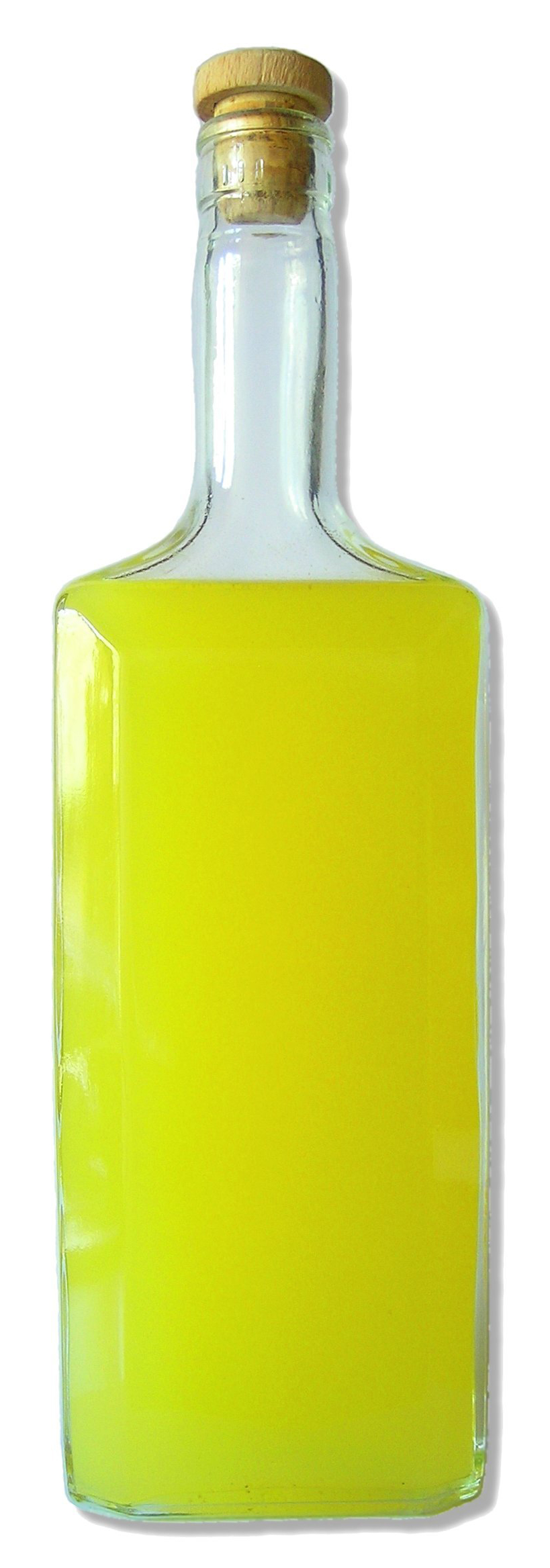
Butelka domowej cytrynówki

Cytrynówka – rodzaj likieru smakowego o smaku i zapachu cytryny. Napój pozyskiwany z mieszkanki skórki cytrynowej, syropu cukrowego, wody i alkoholu o stężeniu minimum 40% przyrządzonej w odpowiednich proporcjach.